# Brayan Garrido
Brayan Andrés Garrido Martínez (Maipú, Chile, Chile, 17 de junio de 1999) es un futbolista profesional chileno que se desempeña como Mediocampista y actualmente milita en Huachipato de la Primera División de Chile.

## Trayectoria
Nacido en Maipú, Garrido comenzó jugando al fútbol en partidos en su barrio. Tras esto, por recomendación de un amigo de su padre, se probó en una escuela de fútbol perteneciente a Coquimbo Unido, quedando en dicha institución, que luego se cambió el nombre a escuela de Magallanes. Tras unos destacados partidos, se fue a probar a Universidad de Chile, logrando quedarse en dicha institución.
De la misma generación de Nicolás Guerra, Iván Rozas, entre otros, Garrido no logró debutar en el primer equipo azul, por lo que fue cedido a Deportes Melipilla en 2019, pasando a propiedad del Potro en 2020, tras no renovar en Universidad de Chile. En enero de 2021, Garrido forma parte del equipo que logró el ascenso a la Primera División de Chile, tras ganar con Melipilla el Playoff por el ascenso.
Tras el descenso administrativo de Deportes Melipilla, en enero de 2022 es anunciado como nuevo jugador de Unión La Calera.El 25 de octubre de 2023, el entrenador calerano Martín Cicotello indicó que Garrido se encontraba separado del plantel debido a temas contractuales.En enero de 2024, es Santiago Wanderers de la Primera B quien se hace con sus servicios.
El 5 de diciembre de 2024 se anuncia su fichaje por Huachipato de la Primera División.

## Estadísticas
| Club                       | Div              | Temporada        | Liga  | Liga  | Copas nacionales | Copas nacionales | Torneos internacionales | Torneos internacionales | Total | Total |
| Club                       | Div              | Temporada        | Part. | Goles | Part.            | Goles            | Part.                   | Goles                   | Part. | Goles |
| -------------------------- | ---------------- | ---------------- | ----- | ----- | ---------------- | ---------------- | ----------------------- | ----------------------- | ----- | ----- |
| Deportes Melipilla · Chile | 2.ª              |                  |       |       |                  |                  |                         |                         |       |       |
| Deportes Melipilla · Chile | 2.ª              | 2019             | 7     | 0     | 2                | 0                | —                       | —                       | 9     | 0     |
| Deportes Melipilla · Chile | 2.ª              | 2020             | 30    | 0     | —                | —                | —                       | —                       | 30    | 0     |
| Deportes Melipilla · Chile | 1.ª              | 2021             | 21    | 0     | 2                | 0                | —                       | —                       | 23    | 0     |
| Deportes Melipilla · Chile | Total club       | Total club       | 58    | 0     | 4                | 0                | 0                       | 0                       | 62    | 0     |
| Unión La Calera · Chile    | 1.ª              | 2022             | 16    | 1     | 1                | 0                | 6                       | 0                       | 23    | 1     |
| Unión La Calera · Chile    | 1.ª              | 2023             | 0     | 0     | 0                | 0                | —                       | —                       | 0     | 0     |
| Unión La Calera · Chile    | Total club       | Total club       | 16    | 1     | 1                | 0                | 6                       | 0                       | 23    | 1     |
| Total en carrera           | Total en carrera | Total en carrera | 74    | 1     | 5                | 0                | 6                       | 0                       | 85    | 1     |
| 1. 2. 3.                   |                  |                  |       |       |                  |                  |                         |                         |       |       |